# Albaldah
Albaldah (arabisch البلطة, DMG al-Balṭa ‚Axt‘) ist der Eigenname des Mehrfachsterns π Sagittarii (Pi Sagittarii, kurz π Sgr) im Sternbild des Schützen (Sagittarius). Er hat eine scheinbare Helligkeit von +2,89 mag und gehört der Spektralklasse F2II an. Albaldah ist 440 Lichtjahre von der Erde entfernt.
Albaldah besitzt zwei Begleiter in nahen Umlaufbahnen. Pi Sagittarii B ist 0,1 Bogensekunden oder mindestens 13 Astronomische Einheiten (AE) von Albaldah entfernt. Der zweite Begleiter, Pi Sagittarii C, ist 0,4 Bogensekunden oder mindestens 40 AE entfernt.
Albaldah kann als ekliptiknaher Stern vom Mond und in seltenen Fällen von Planeten des Sonnensystems bedeckt werden. Die nächste Okkultation von Albaldah durch einen Planeten erfolgt am 17. November 2035 durch den Planeten Venus.
Koordinaten (Äquinoktium 2000)
- Rektaszension:  19h09m45.80s
- Deklination:	−21°01'25.0"